# В'язниця для боржників

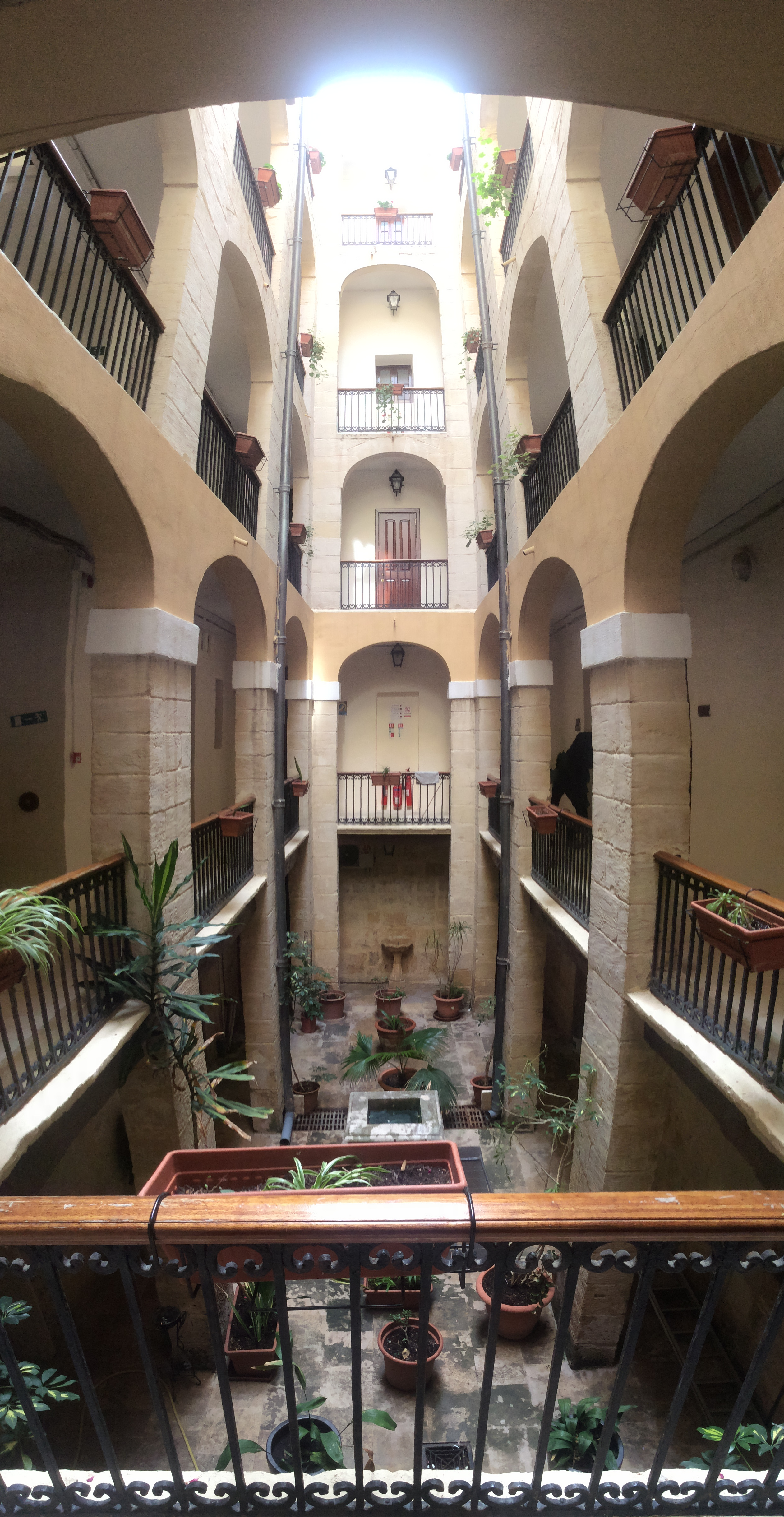
В'язниця XVIII століття для боржників у Валлетті, Мальта

В’язниця для боржників – це в’язниця для людей, які не можуть сплатити борги. Протягом середини XIX століття такі в’язниці були поширеним способом боротьби з неоплаченими боргами в Західній Європі. Ув’язнювали тих осіб, які не могли сплатити борги за рішенням суду.
Починаючи з кінця XX століття, термін «в’язниця для боржників» також іноді застосовувався до системи кримінального правосуддя, коли суд може засудити когось до тюремного ув’язнення за свідомо несплачені кримінальні збори. Наприклад, у Сполучених Штатах Америки люди можуть бути затримані за неповагу до суду та ув’язнені після навмисної несплати аліментів, штрафів або податків.

## Історія

### Середньовічна Європа
За часів середньовіччя в Європі боржників, як чоловіків, так і жінок, закривали разом в одній великій камері, до того часу, поки їхні родини не виплатять борг. Боргові в’язні часто помирали від хвороб, голоду та знущань з боку інших в’язнів. Деяких боргових в’язнів звільняли, щоб вони стали кріпаками або прислугою (боргова кабала), доки не виплатять свій борг працею.

### Середньовічний ісламський Близький Схід
Ув'язнення за борги також практикувалося в ісламі. Боржників, які відмовилися сплачувати борги, могли затримати на кілька місяців з метою тиску на них.

## В’язниці для боржників в країнах світу

### Німеччина

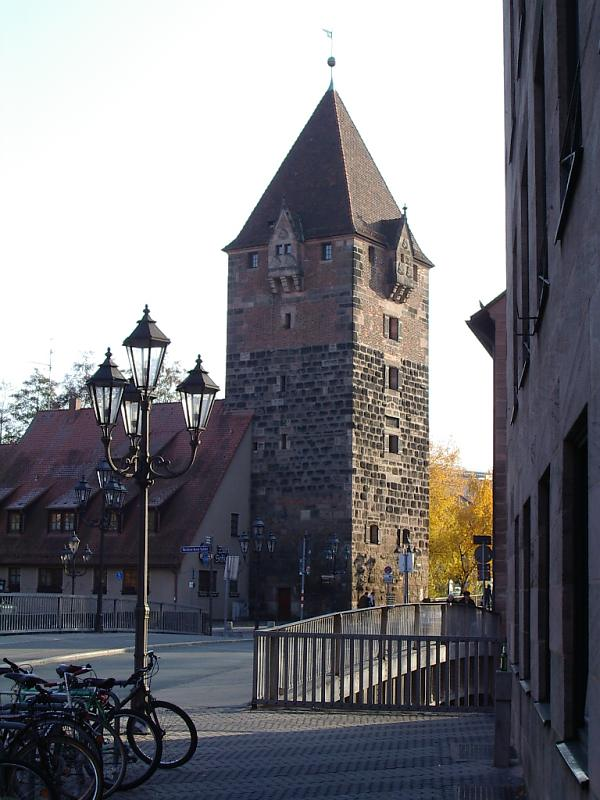
В’язниця в Нюрнберзі

У деяких регіонах Німеччини (наприклад, Нюрнберг) боржник міг продати або перерозподілити свій борг. У більшості міст держави вежі та міські укріплення функціонували як в’язниці. Північнонімецька конфедерація ліквідувала боржницькі в'язниці 29 травня 1868 року. В даний час у Німеччині все ще існують певні заходи впливу на боржників.

### Нідерланди
У нідерландському законодавстві примусове стягнення боргу може бути призначене суддею, коли люди відмовляються з’явитися як свідки або не сплачують свої штрафи чи борги. Покарання у вигляді позбавлення волі не скасовує належної суми та відсотків.

### Англія та Уельс
В Англії протягом XVIII і XIX століть щорічно ув’язнювали до 10 000 людей за борги. Однак тюремний термін не скасовував борг людини; ув’язнений повинен був повністю погасити борг перед звільненням. Але, якщо у боржника було хоч трохи грошей, то він міг розплатитися за деякі свої привілеї; наприклад, деякі в'язниці дозволяли ув'язненим вести справи та приймати відвідувачів; інші - навіть дозволяли ув'язненим жити за межами в'язниці. Закон про боржників 1869 р. обмежував можливість судів засуджувати боржників до тюремного ув'язнення. Але були виключення: боржники, які мали кошти для погашення боргу, але не зробили цього, все ще могли бути ув'язнені на строк до шести тижнів.

### Шотландія
Метою ув’язнення за борги в Шотландії був примус, щоб змусити боржника розкрити будь-які приховані активи.

### Греція

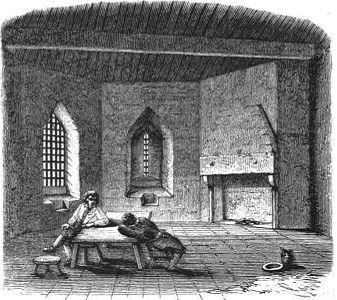
Зображення в’язниці для боржників в замку Сент-Бріавелс, графство у південно-західній Англії

Ув’язнення за борги в Греції перед податковою інспекцією чи перед приватним банком все ще практикувалося до січня 2008 року. Законодавство змінилося після того, як ув’язнення за несплачені податки, а також інші борги перед урядом було визнано неконституційним.

### Індія
Закон про оборотні інструменти 1881 року із поправками містить положення про кримінальні покарання, включаючи позбавлення волі, якщо хтось не виконує зобов’язання щодо платежу.

### Мальта
В’язниця для боржників знаходиться в столиці Мальти - Валлетті. Як в’язниця вона функціонувала до XIX століття, зараз будівля використовується як офіс Міністерства охорони здоров’я.  

### Об'єднані Арабські Емірати
Боржників в Об’єднаних Арабських Еміратах ув’язнюють за несплату боргів і це звичайна практика в країні. Банки не прихильно ставляться до таких боржників, тому багато хто просто вирішує залишити країну, щоб пізніше домовитися про виконання своїх зобов'язань.

## Сполучені Штати Америки
В'язниці для боржників були поширені по всій території Сполучених Штатів Америки аж до середини 1800-х років. Економічні труднощі після війни 1812 року з Великою Британією збільшили кількість ув'язнених за рахунок простих боржників. Сполучені Штати скасували ув'язнення боржників відповідно до федерального закону в 1833 році, але залишили практику функціонування в’язниць для боржників за штатами.  

### Історичне збереження
В’язниця для боржників Аккомак, Вірджинія – сама будівля була збудована в 1783, а у 1824 році  перетворена на в'язницю для боржників. В'язниця була додана до Реєстру визначних пам'яток Вірджинії та Національного реєстру історичних місць у 1976 році.
В'язниця для боржників у Таппаханноку, штат Вірджинія — в'язниця для боржників, що побудована в XVIII столітті. Будівля в'язниці є складовою історичного району Таппаханнок і була внесена до Національного реєстру історичних місць у 1973 році.
В'язниця для боржників Уоршема, штат Вірджинія - дерев’яна споруда XVIII століття, це також найстаріша громадська будівля в окрузі Принс-Едвард.

### Сучасні в'язниці для боржників
Хоча в Сполучених Штатах Америки більше немає в’язниць для боржників сам термін «в’язниця для боржників» іноді відносять до практики ув'язнення засуджених по кримінальних справах, пов'язаних із несплатою боргів та  штрафів.

### Сучасні приклади
У 2014 році Національне громадське радіо (NPR) опублікувало повідомлення про те, що все ще трапляються випадки, коли судді ув’язнюють людей, які не сплатили судовий збір чи штраф. Так, у вересні 2015 року в місті Баудон, штат Джорджія, діючий муніципальний суддя Річард А. Дімент погрожував підсудним тюремним ув’язненням за порушення правил дорожнього руху, якщо вони негайно не сплатять штраф. Американська спілка захисту громадянських свобод  заперечує таку політику з 2009 року.

## Міжнародні угоди
Стаття 1 Протоколу № 4 (1963р.) до Конвенції про захист прав людини і основоположних свобод говорить:  «Ніхто не може бути позбавлений волі лише на підставі нездатності виконати договірне зобов'язання».
У 1976 році набула чинності стаття 11 Міжнародного пакту про громадянські та політичні права, яка стверджує: «Ніхто не може бути ув’язнений лише на підставі нездатності виконати договірне зобов’язання».